# أرتور فيودوروف
أرتور فيودوروف هو مصارع رياضي كازاخستاني، ولد في 3 يناير 1971.

## وصلات خارجية
- أرتور فيودوروف على موقع قاعدة بيانات المصارعة الدولية (الإنجليزية)
- أرتور فيودوروف على موقع أوليمبيديا (الإنجليزية)